# Waldemar Kraft

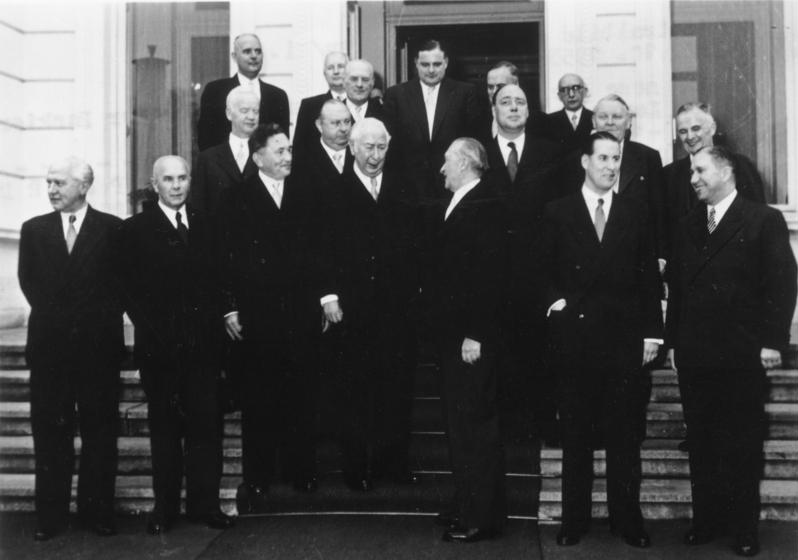
Waldemar Kraft (eerste rij, eerste van rechts), 1953

Waldemar Erich Kraft (Brzustow, 19 februari 1898 - Bonn, 12 juli 1977) was een Duitse politicus namens de GB/BHE en vanaf 1956 van de CDU.
Kraft werd geboren in de Duitse provincie Posen. Kraft was evangelisch en bezocht de middelbare school in de stad Posen. Van 1915 tot 1920 was hij soldaat en nam deel aan de Eerste Wereldoorlog, waar hij zwaar gewond raakte. Zijn laatste rang was Kompaniechef. Na de Eerste Wereldoorlog moest Duitsland de provincie Posen afstaan aan het nieuwe Polen. Kraft was er van 1921 tot 1939 directeur van de "Hauptverein der Deutschen Bauernvereine" in Posen, en vanaf 1925 ook directeur van het "Deutsche Landwirtschaftliche Zentralverband in Polen". Van 1939 tot 1940 was Kraft voorzitter van de "Landwirtschaftskammer Posen" en hij leidde vervolgens in Berlijn tot 1945 de "Reichsgesellschaft für Landbewirtschaftung in den eingegliederten Ostgebieten mbH". Kraft was in die tijd ook lid van de NSDAP. Kort voor het einde van de Tweede Wereldoorlog verhuisde deze organisatie naar Ratzeburg. Van 1945 tot 1947 was hij in Sleeswijk-Holstein geïnterneerd.
In 1950 was Kraft een van de oprichters van de Bund der Heimatvertriebenen und Entrechteten (BHE). Van 1950 - 1951 was hij deelstaatsvoorzitter van de BHE in Sleeswijk-Holsteind. In 1951 werd hij op federaal niveau voorzitter van de BHE, die vanaf 14 november 1952 de naam Gesamtdeutscher Block/BHE voerde. Toen op de partijdag van september 1954 de persvoorlichter Eva Gräfin Finck von Finckenstein niet herkozen werd trad Kraft af als voorzitter. Op 11 juli 1955 stapte Kraft onder andere met Theodor Oberländer uit de GB/BHE en trad op 20 maart 1956 toe tot de CDU.
Van 1950 tot 1953 was hij lid van de Landdag van Sleeswijk-Holstein. Hierna was hij van 1953 tot 1961 lid van de Bondsdag, eerst voor de GB/BHE en vanaf 1955 voor de CDU.
Van 5 september 1950 was Kraft minister van financiën in Sleeswijk-Holstein en vanaf 8 oktober 1951 ook minister van justitie. Na de Bondsdagverkiezingen van 1953 trad hij op 20 oktober 1953 af en werd minister zonder portefeuille in het tweede kabinet Adenauer. Op 16 oktober 1956 trad hij als minister af. Hij ontving in dat jaar het grootkruis van de Orde van Verdienste van de Bondsrepubliek Duitsland.
- Gemeinsame Normdatei: 124550282
- International Standard Name Identifier: 0000 0001 1058 0043
- Virtual International Authority File: 40315096
- WorldCat: E39PBJyh9hM76m6fb3qjccqbBP